# Boost (C++)
Dit overzicht is mogelijk incompleet; u kunt helpen door het uit te breiden.
Boost is een verzameling opensourcebibliotheken voor C++, beschikbaar voor meerdere platformen.
Boost is vrijgegeven onder de Boost Software License, hetgeen inhoudt dat het zowel voor opensource- als closedsourceprojecten gebruikt mag worden (en dus vergelijkbaar met de BSD-licentie).
Diverse bibliotheken uit Boost zijn voorgesteld als toevoeging aan het Technical Report on C++ Library Extensions (TR1), een voorstel om de C++ standaard softwarebibliotheken uit te breiden.